# Sinningia
Sinningia ist eine Pflanzengattung innerhalb der Familie der Gesneriengewächse (Gesneriaceae). Die etwa 78 Arten sind in der Neotropis verbreitet.

## Beschreibung

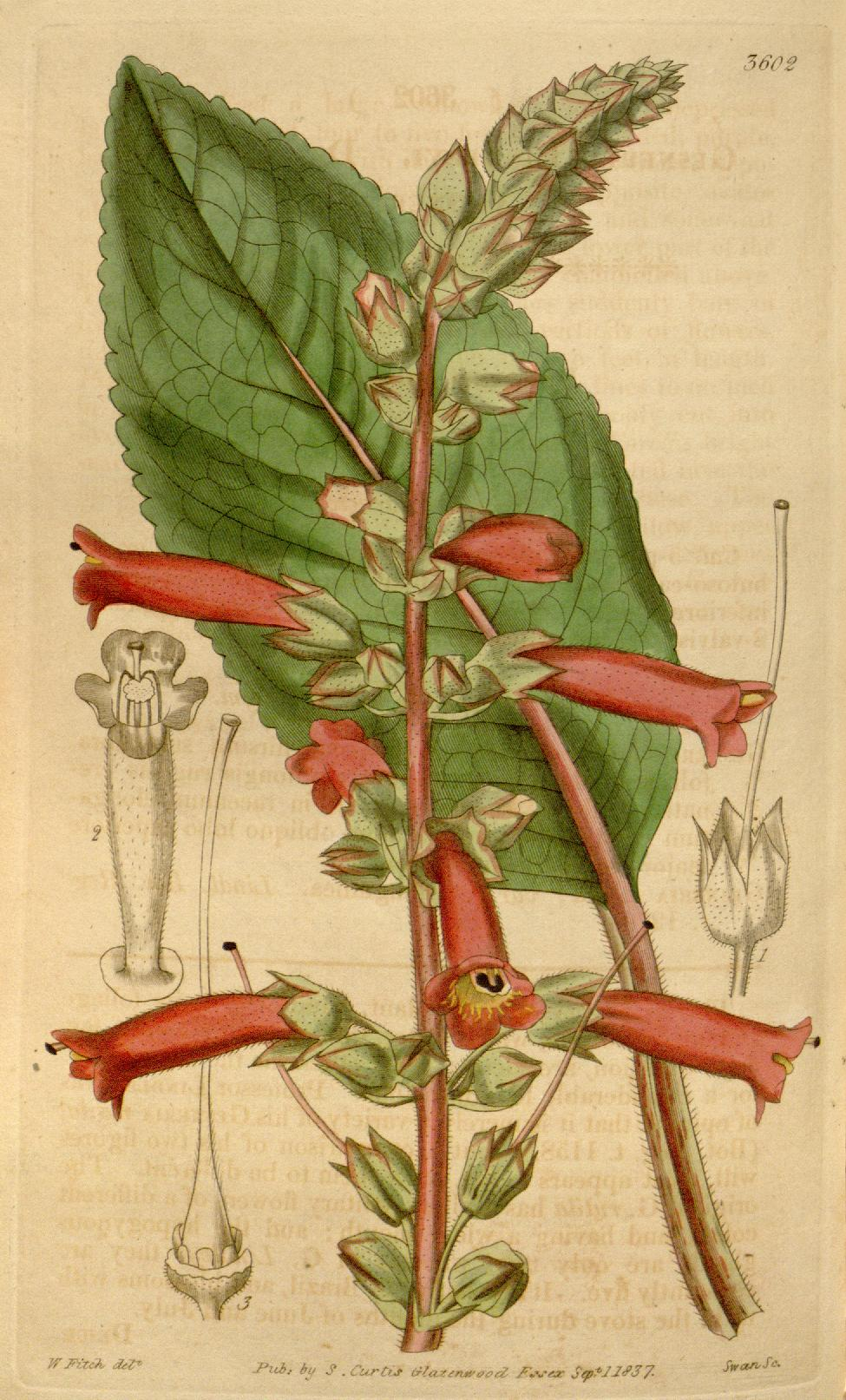
Illustration aus Bot. Mag. 64, 1837, Tafel 3602 von Sinningia warmingii

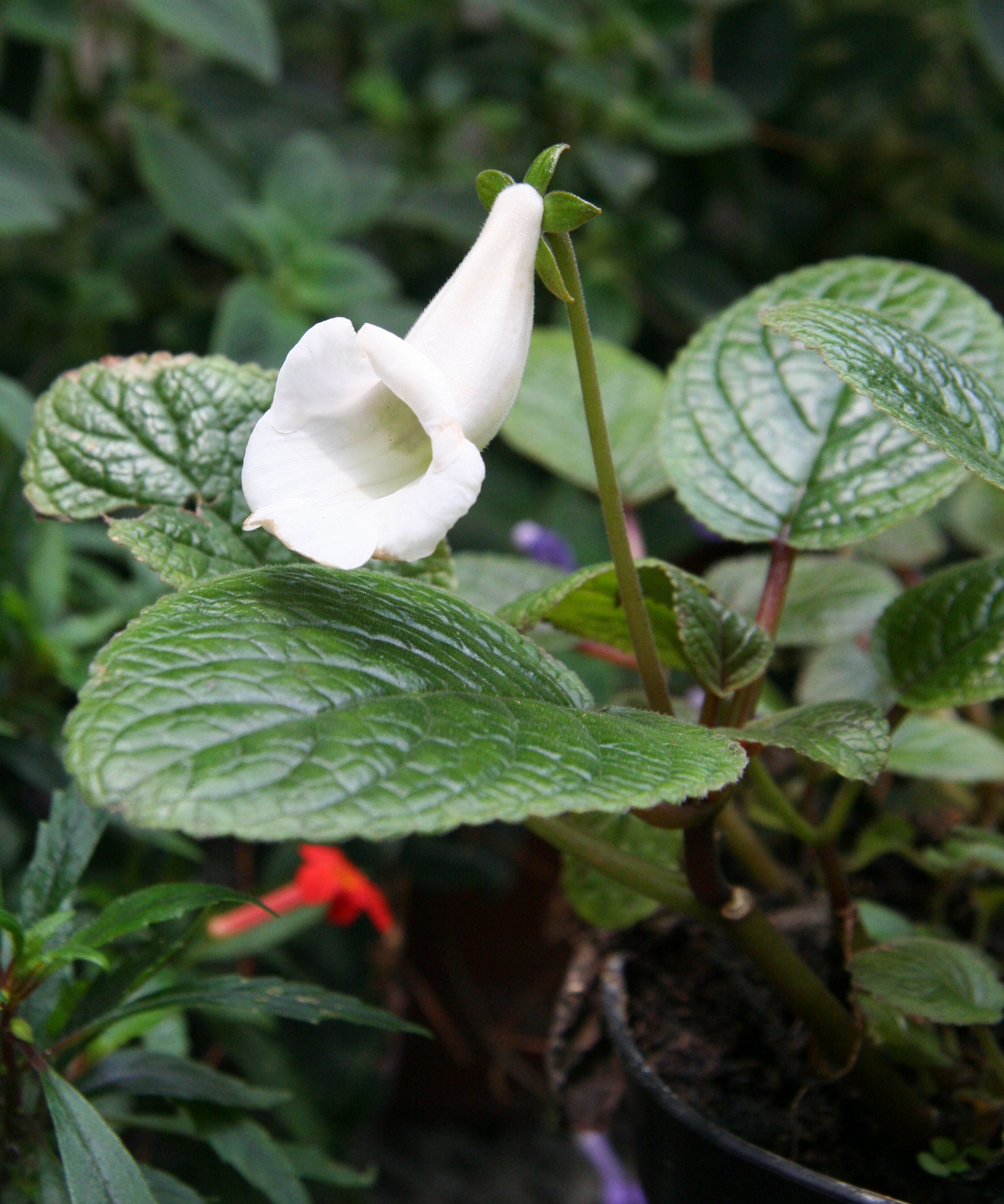
Blüte von Sinningia eumorpha

### Vegetative Merkmale
Die terrestrischen, epiphytischen und auch felsbewohnenden Arten wachsen als ausdauernde krautige Pflanzen bis Halbsträucher. Einige Arten bilden knollige Wurzeln, die Durchmesser von bis zu 40 Zentimetern erreichen können. Die 0,1 bis 1,5 Meter langen einjährigen und aufrechten Stängel entspringen der unterirdischen Knolle und sind meist unverzweigt. Bei fehlender Knolle sind die Stängel an der Basis sehr fleischig.
Die kreuzgegenständig oder auch in Gruppen zu dritt oder quirlig am Stängel angeordneten oder eine basale Rosette bildenden Laubblätter sind in Blattstiel und Blattspreite gegliedert. Die einfachen Blattspreiten sind bei einer Länge von 0,1 bis 6 Zentimetern elliptisch oder länglich und sind flaumig bis filzig behaart mit einem gekerbten oder gesägten Rand.

### Generative Merkmale
Der seiten- oder endständige Blütenstand trägt ein bis zehn Blüten pro Blattachsel. Die mehr oder weniger filzigen, waagerecht abstehenden oder selten hängenden Blüten besitzen einen 0,1 bis 15 Zentimeter langen Blütenstiel, manchmal fehlt er aber auch.
Die zwittrigen Blüten sind fünfzählig mit doppelter Blütenhülle. Der glockige und fünfzipfelige Blütenkelch besteht aus dreieckigen oder lanzettlichen Segmenten. Die röhrige oder trichterige bis glockige Blütenkrone ist an der Basis einseitig geschwollen und ist 2 bis 6 Zentimeter lang. Sie ist orangefarben, rot, rosafarben oder weiß. Die vier Staubblätter stehen zu je zwei Paaren zusammen. Die Staubfäden sind an der Basis der Blütenkrone verwachsenen. Die zu dorsalen Drüsen reduzierte Nektarscheibe ist zweilappig oder aus zwei oder fünf einzelnen Drüsen zusammengesetzt. Über dem halbunterständigen bis oberständigen Fruchtknoten sitzt der gerade Griffel. Die Narbe ist maulförmig ausgebildet.
Die meist trockenen, selten fleischigen Kapselfrüchte sind bei einem Durchmesser von bis zu 1 Zentimeter mehr oder weniger kegelig, zugespitzt und öffnen zweiklappig. Der bei einem Durchmesser von bis zu 1 Millimeter schmal bis breit ellipsoide Samen ist hellbraun gefärbt und längsgestreift.

## Systematik und Verbreitung

### Taxonomie
Die Gattung Sinningia wurde 1825 durch Christian Gottfried Daniel Nees von Esenbeck in Annales des sciences naturelles. Ausgabe Nr. 6, Seite 296 aufgestellt. Der Gattungsname ehrt Wilhelm Sinning (1791–1874), einem Obergärtner im Botanischen Garten der Universität Bonn. Die Typusart ist Sinningia helleri Nees. Synonyme für Sinningia Nees sind: Gesnera Martius, Tapina Martius, Megapleilis Raf., Tapeinotes DC., Corytholoma Decaisne, Dircaea Decaisne, Ligeria Decaisne, Rechsteineria Regel.

### Äußere Systematik
Die Gattung Sinningia gehört Tribus zur Trichosporeae in der Unterfamilie Didymocarpoideae innerhalb der Familie Gesneriaceae.

### Arten und Verbreitung
Das Hauptverbreitungsgebiet der Gattung Sinningia liegt in Brasilien. Einige Arten kommen aber auch im nördlichen Argentinien, Peru, Venezuela oder im südlichen Mexiko vor.
Es gibt etwa 78 Arten in der Gattung Sinningia:
- Sinningia aggregata (Ker Gawl.) Wiehler
- Sinningia aghensis Chautems
- Sinningia allagophylla (Mart.) Wiehler
- Sinningia amambayensis Chautems
- Sinningia araneosa Chautems
- Sinningia barbata (Nees & Mart.) Nichols.
- Sinningia brasiliensis (Regel & Schmidt) Wiehler & Chautems

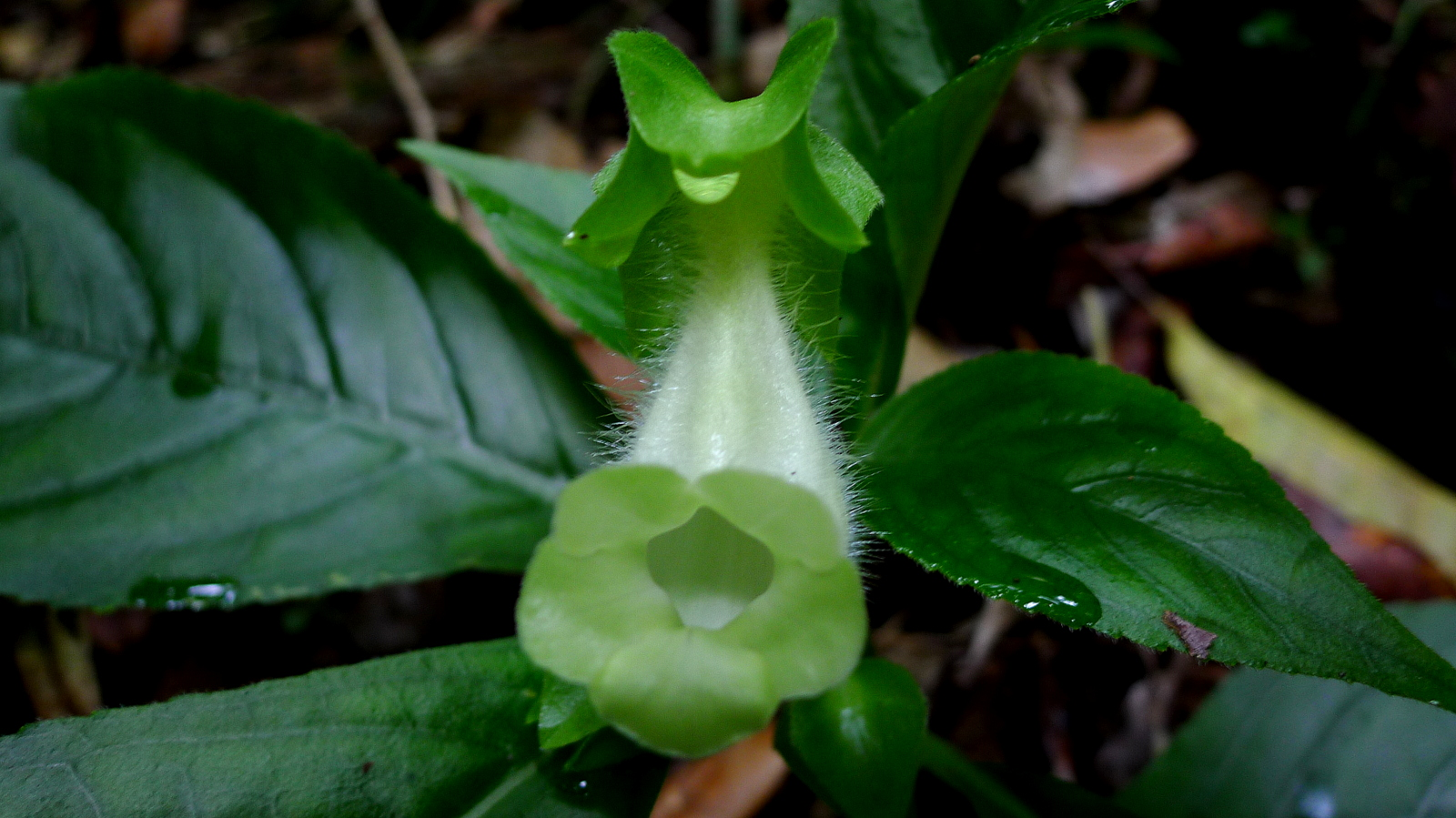
Sinningia barbata

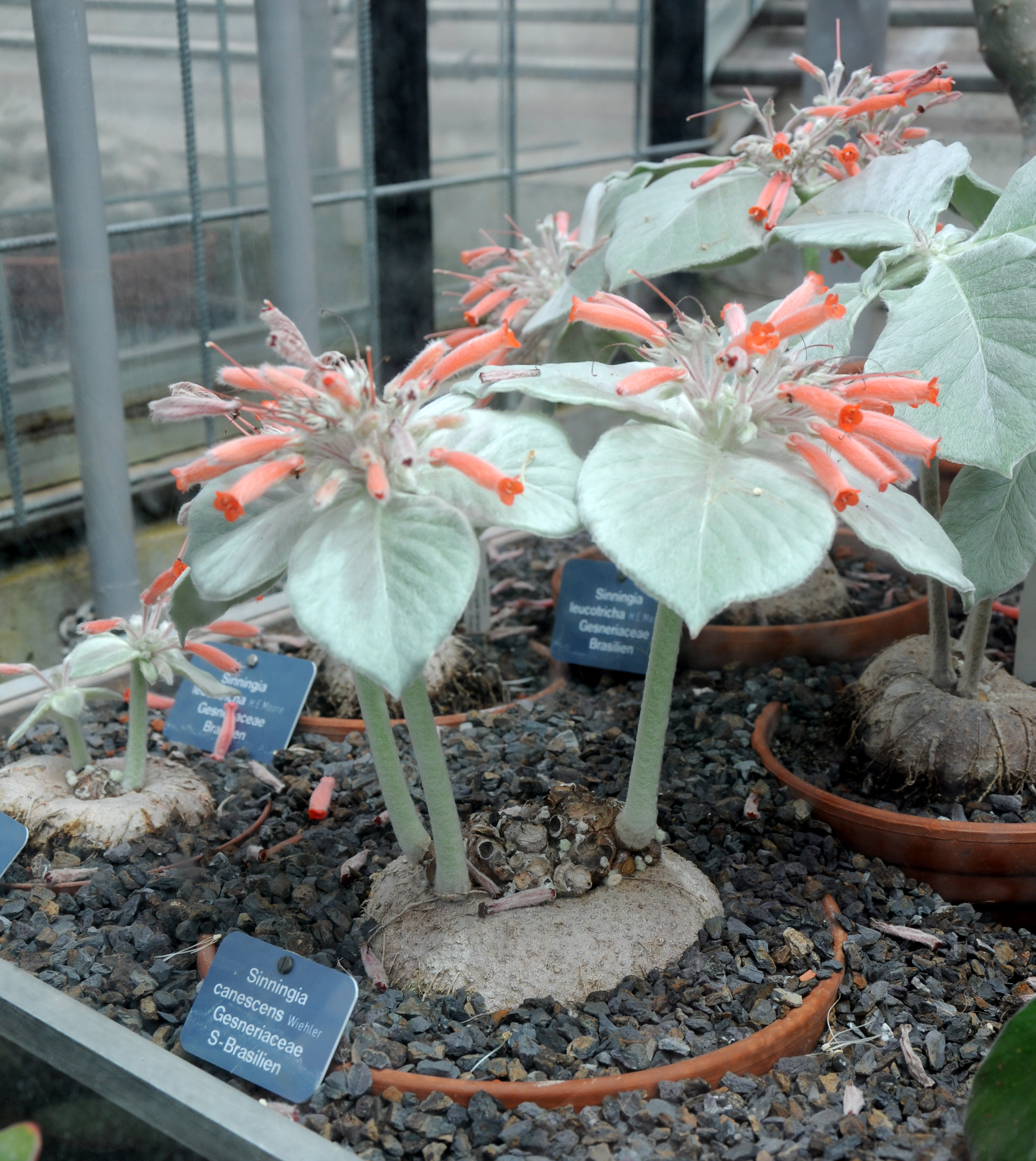
Sinningia canescens

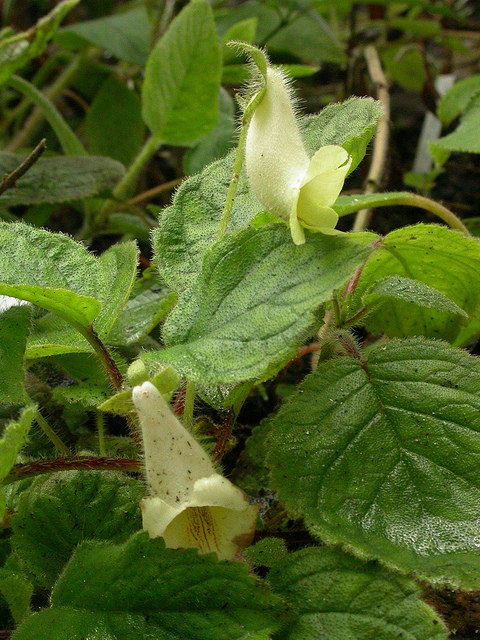
Sinningia conspicua

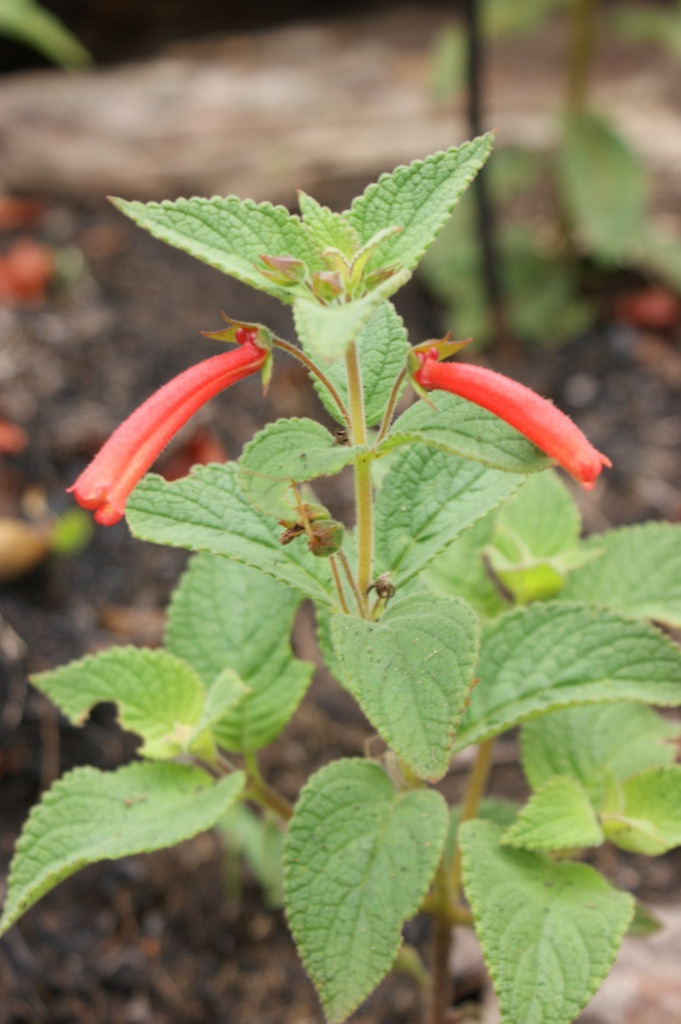
Sinningia incarnata

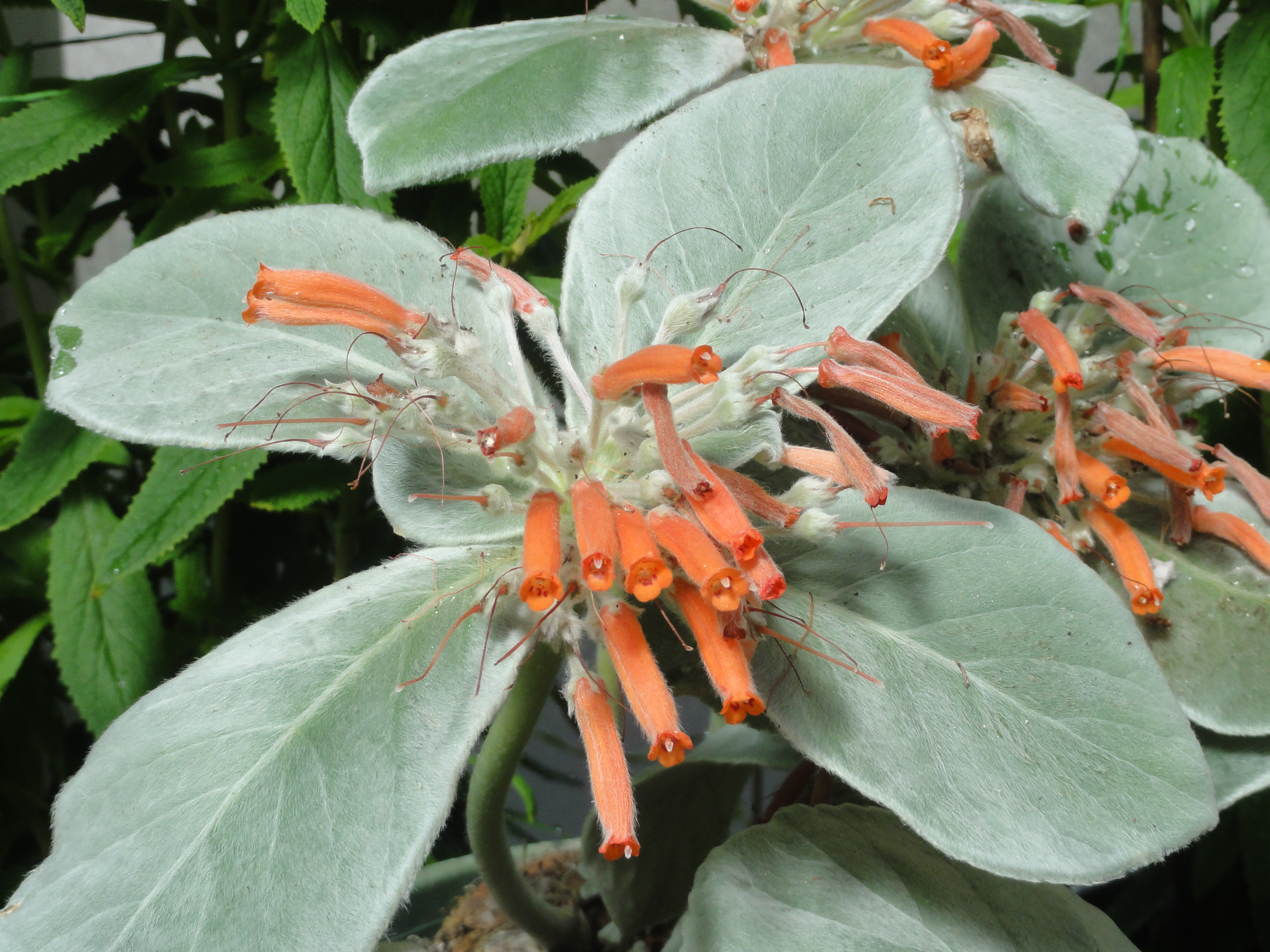
Sinningia leucotricha

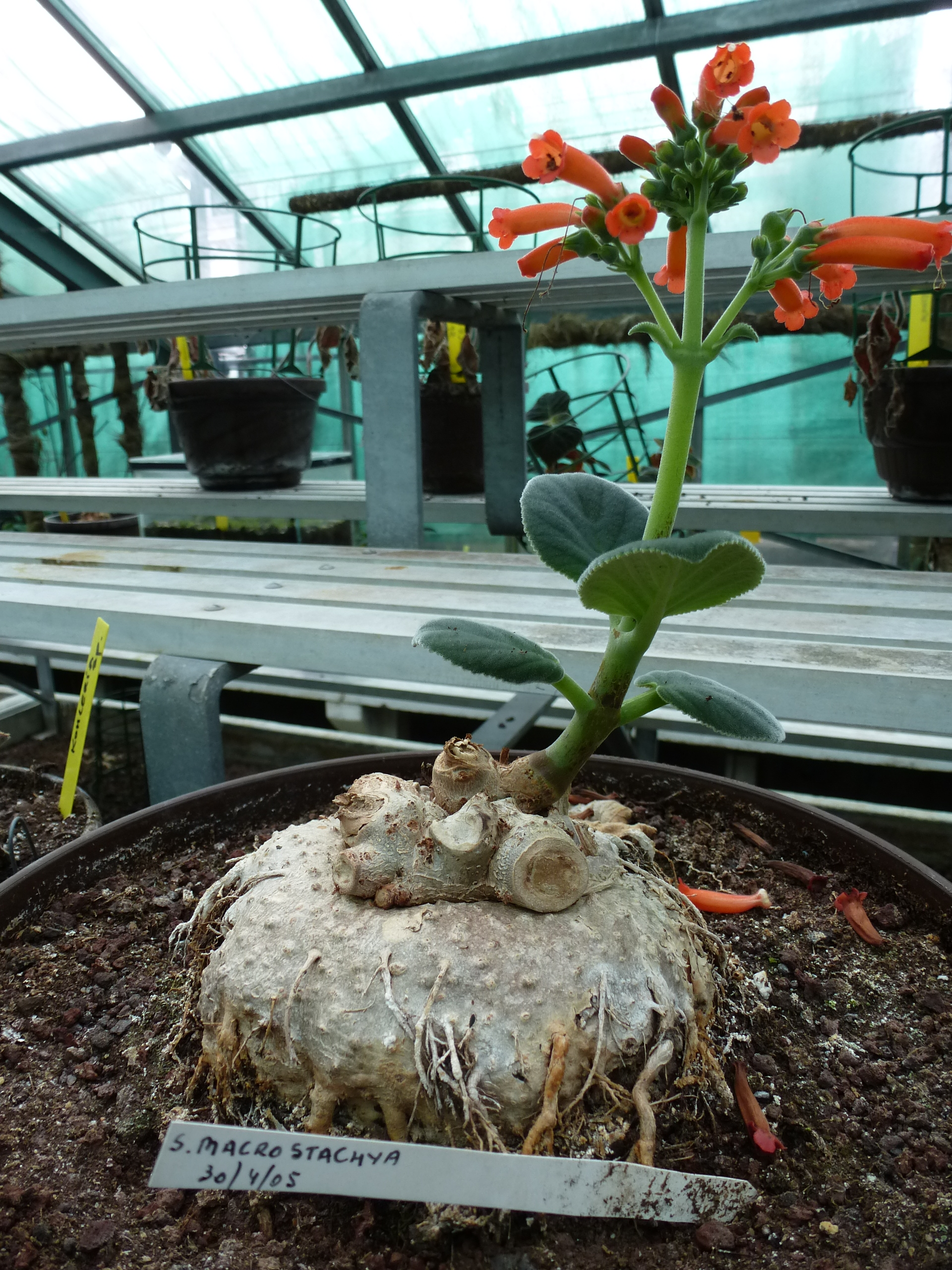
Sinningia macrostachya

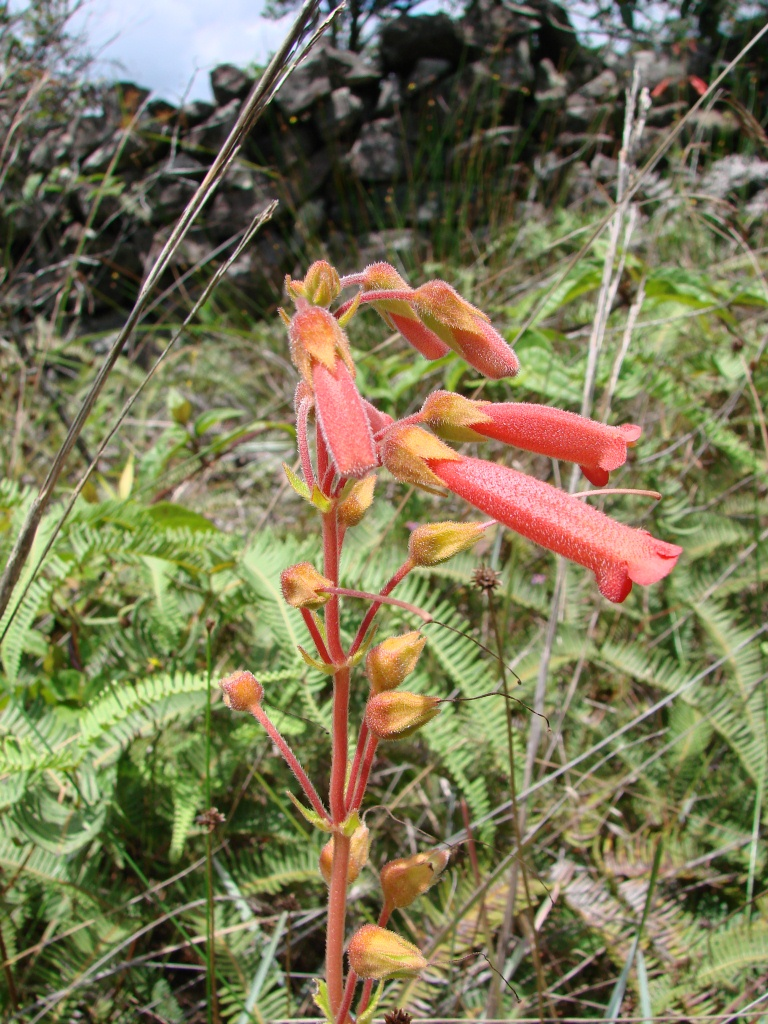
Sinningia sceptrum

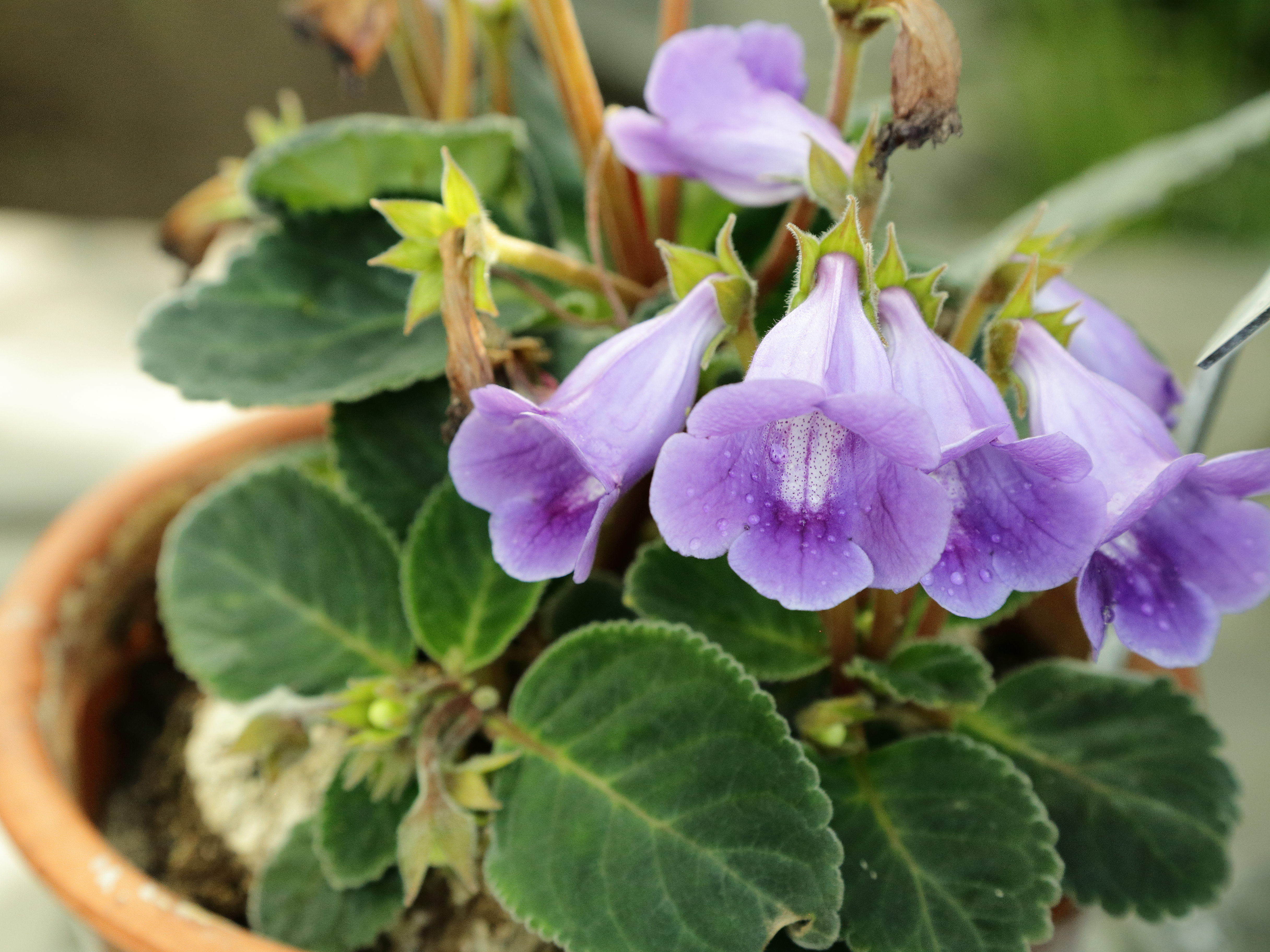
Gloxinie (Sinningia speciosa)

- Sinningia bulbosa (Ker Gawl.) Wiehler: Sie kommt im brasilianischen Bundesstaat Rio de Janeiro vor.[4]
- Sinningia bullata Chautems & M.Peixoto: Sie kommt im südlichen Brasilien vor.[5]
- Sinningia calcaria (Dusén ex Malme) Chautems
- Sinningia canastrensis Chautems: Sie kommt im brasilianischen Bundesstaat Minas Gerais vor.[5]
- Sinningia canescens (Mart.) Wiehler: Sie kommt im südöstlichen Brasilien vor.[4]
- Sinningia carangolensis Chautems
- Sinningia cardinalis (Lehm.) H.E. Moore
- Sinningia cochlearis (Hook.) Chautems
- Sinningia concinna (Hook.f.) Nichols.
- Sinningia conspicua (Seem.) Nichols.
- Sinningia cooperi (Paxt.) Wiehler
- Sinningia curtiflora (Malme) Chautems
- Sinningia defoliata (Malme) Chautems
- Sinningia douglasii (Lindl.) Chautems
- Sinningia elatior (Kunth) Chautems
- Sinningia eumorpha H.E.Moore
- Sinningia gerdtiana Chautems[5]
- Sinningia gesneriifolia (Hanst.) Clayberg
- Sinningia gigantifolia Chautems
- Sinningia glazioviana (Fritsch) Chautems
- Sinningia globulosa Chautems & M. Peixoto[5]
- Sinningia guttata Lindl.
- Sinningia harleyi Wiehler & Chautems
- Sinningia hatschbachii Chautems
- Sinningia helioana Chautems & Rossini: Sie kommt im brasilianischen Bundesstaat Espirito Santo vor.[5]
- Sinningia helleri Nees
- Sinningia hirsuta (Lindl.) Nichols.
- Sinningia iarae Chautems
- Sinningia incarnata (Aubl.) D.L.Denham
- Sinningia insularis (Hoehne) Chautems
- Sinningia kautskyi Chautems
- Sinningia lateritia (Lindl.) Chautems
- Sinningia leopoldii (Scheidw. ex Planch.) Chautems
- Sinningia leucotricha (Hoehne) H.E.Moore: Sie kommt in Brasilien vor.[4]
- Sinningia lindleyi Schauer
- Sinningia lineata (Hjelm.) Chautems
- Sinningia macrophylla (Nees & Mart.) Benth. & Hook.f. ex Fritsch
- Sinningia macropoda (Sprague) H.E.Moore
- Sinningia macrostachya (Lindl.) Chautems
- Sinningia magnifica (Otto & Dietr.) Wiehler
- Sinningia mauroana Chautems
- Sinningia maximiliana (Hanst.) Benth. & Hook. acc. Fritsch in Engl. & Prantl
- Sinningia micans (Fritsch) Chautems
- Sinningia muscicola Chautems, T.Lopes & M.Peixoto: Sie kommt im brasilianischen Bundesstaat Rio de Janeiro vor.[5]
- Sinningia nivalis Chautems
- Sinningia nordestina Chautems, Baracho & J.A.Siqueira
- Sinningia piresiana (Hoehne) Chautem
- Sinningia punctata Ysabeau
- Sinningia pusilla (Mart.) Baill.: Sie kommt in Brasilien vor.[4]
- Sinningia ramboi G.E.Ferreira, Waechter & Chautems: Sie kommt im südlichen Brasilien vor.[6]
- Sinningia reitzii (Hoehne) L.E.Skog
- Sinningia richii Clayberg
- Sinningia rupicola (Mart.) Wiehler
- Sinningia sceptrum (Mart.) Wiehler
- Sinningia schiffneri Fritsch
- Sinningia schomburgkiana (Kunth & Bouché) Chautems
- Sinningia sellovii (Mart.) Wiehler
- Sinningia speciosa (G.Lodd. ex Ker Gawl.) Hiern: Sie kommt im südöstlichen Brasilien wild vor.[4]
- Sinningia striata (Fritsch) Chautems
- Sinningia sulcata (Rusby) Wiehler
- Sinningia tuberosa (Mart.) H.E.Moore
- Sinningia tubiflora (Hook.) Fritsch
- Sinningia valsuganensis Chautems
- Sinningia velutina Lindl.
- Sinningia villosa Lindl.
- Sinningia warmingii (Hiern) Chautems: Sie kommt in Kolumbien, Ecuador, Bolivien, Peru, Brasilien, Paraguay und Argentinien vor.[4]

## Nutzung
Es existieren sehr viele Kulturhybriden, die als Zierpflanzen Verwendung finden.

## Weiterführende Literatur
- Aline De Bastiani, Michelle Helena Nervo, Rodrigo B. Singer, Cristiano Roberto Buzatto: One or two species? Floral characteristics and pollination biology aid in Sinningia (Gesneriaceae) species circumscription. In: Flora, Volume 271, 2020, doi:10.1016/j.flora.2020.151660 online.

- Karte mit allen verlinkten Seiten:
- OSM |
- WikiMap